# Jaguar S.S.90
Jaguar S.S.90 спортивна модель британської компанії S.S. Cars Ltd. (з 1945 Jaguar) 1935 року. На його базі створили модель Jaguar S.S.100

## Історія
Модель S.S.90 презентували у березні 1935 з кузовом двомісний родстер, який вважається попередником усіх спортивних автомобілів Jaguar.
Він був збудований на основі моделі S.S.1 з модернізованим 6-циліндровим мотором, що дозволило розвивати швидкість 140 км/год. Призначався для ралійних гонок сезону 1935 року. Навесні 1935 виробництво призупинили.

### Технічні дані S.S.90
|                    |                                    |
| Розміри            | Параметри                          |
| Роки випуску:      | 1935                               |
| Колісна база :     | 2590 мм                            |
| Довжина:           | 3810 мм                            |
| Ширина             | 1600 мм                            |
| Висота             | 1370 мм                            |
| Виготовлено:       | 23                                 |
| Маса порожнього:   | 1143 кг                            |
| Мотор              | 6-циліндровий рядний               |
| Потужність мотору: | 70 к.с.                            |
| Об'єм мотору       | 2662 см³, 73мм×106 мм              |
| Трансмісія :       | КП 4-ступінчаста механічна         |
| Швидкість :        | 142 км/год; 0-80 км/год за 12 сек. |
| Модель-наступник;  | Jaguar S.S.100                     |